# Chiesa di San Giacomo (Cagliari)
La collegiata di San Giacomo è una chiesa parrocchiale del quartiere storico Villanova a Cagliari. Si trova in piazza San Giacomo, affiancata dai prospetti degli oratori delle Anime e del Santissimo Crocifisso. San Giacomo è una delle quattro parrocchie più antiche della città.

## Storia
La prima menzione documentaria della chiesa di San Giacomo si ha nelle Ordinazioni dei Consiglieri del Castello di Cagliari e risale all'anno 1346. Nel 1442 o 1447 venne eretta la torre campanaria, come riportato nella lapide oggi scarsamente leggibile perché consunta, posta alla sua base. Il tempio, uno dei primi esempi di architettura gotico - catalana in Sardegna, venne restaurato nel XVIII e XIX secolo.
Nel 1630 San Giacomo venne elevata al rango di collegiata e infine consacrata, nel 1781, dall'arcivescovo di Cagliari Filippo Melano.
Il San Giacomo di Cagliari funse da modello nella costruzione di diverse chiese del centro sud dell'Isola tra il XV e il XVII secolo, tra cui le parrocchiali di Sestu, Assemini, Settimo San Pietro e Atzara, per fare qualche esempio.

## Descrizione

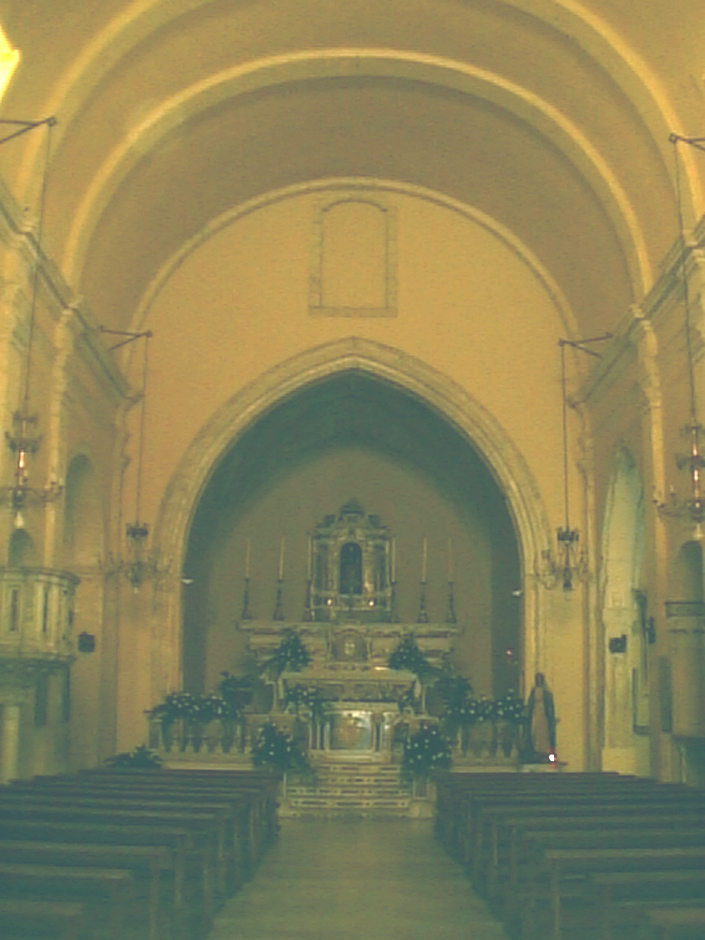
Navata

L'attuale facciata, in stile neoclassico, risale al XIX secolo ed è opera di Gaetano Cima. Affianca il prospetto l'alto campanile gotico (circa 30 metri) a canna quadra. Tra due coppie di colonne con capitelli corinzi, reggenti il timpano triangolare, si apre il portale, sormontato da un finestrone semicircolare.
L'interno, per quanto risenta delle manomissioni settecentesche, ha conservato la pianta originaria della fabbrica gotica, a una navata con cinque cappelle per lato aperte tra i contrafforti. La navata è coperta da volta a botte, impostata su una trabeazione classica, retta da paraste. Le cappelle sono voltate a crociera costolonata, tranne la seconda a destra e la terza a sinistra, coperte da una cupola.

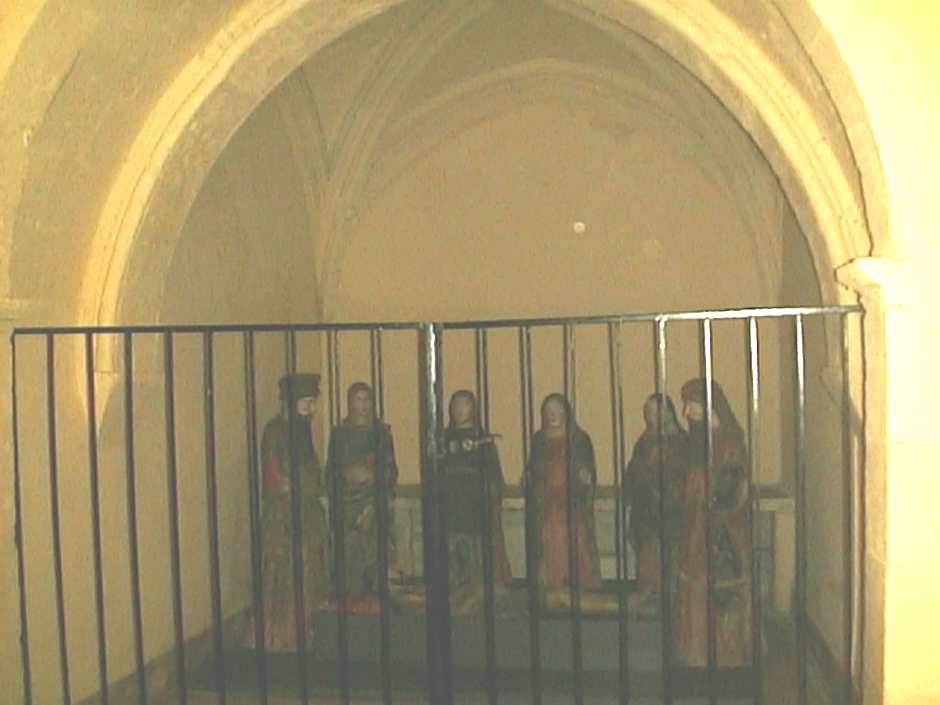
Compianto del XV secolo

La prima cappella a sinistra, alla base del campanile, ospita un pregevolissimo Compianto in terracotta, risalente al XV secolo.
La terza cappella a sinistra, dedicata al Crocifisso, è in stile barocco e venne realizzata su disegni dell'architetto piemontese Viana. Sull'altare in marmi policromi si trova un gruppo scultoreo ligneo del quattrocento, composto da un crocifisso e dalle statue delle pie donne sotto la croce. In stile barocco è anche la cappella del Sacro Cuore, la seconda a destra.
La chiesa ospita un pregevole organo costruito dal fabbricante napoletano Carlo Mancini nel 1769 proveniente dall'attiguo oratorio delle Anime Purganti.
Il presbiterio, sopraelevato e chiuso da una balaustra marmorea, è coperto da una bella volta a crociera stellata costolonata. L'altare maggiore, in marmi policromi, risale alla fine del XVIII secolo ed è attribuibile a Giovanni Battista Franco.